# Alise-Sainte-Reine
Alise-Sainte-Reine est une commune française située au centre du département de la Côte-d'Or en région Bourgogne-Franche-Comté, principalement connue pour avoir été le siège de la bataille d'Alésia.

## Géographie

### Localisation
La commune est située dans la plaine des Laumes, à 17 km du chef-lieu d'arrondissement Montbard et à 50 km au nord-ouest de Dijon. L'Ozerain, petite rivière sous-affluent de la Seine, forme sa limite au sud. Le village s'étend au pied du mont Auxois, une butte-témoin s'élevant à 180 m au-dessus de la plaine et ancien oppidum gaulois qui accueillit par la suite une cité gallo-romaine.

### Climat
Pour des articles plus généraux, voir Climat de la Bourgogne-Franche-Comté et Climat de la Côte-d'Or.
En 2010, le climat de la commune est de type climat des marges montargnardes, selon une étude du Centre national de la recherche scientifique s'appuyant sur une série de données couvrant la période 1971-2000. En 2020, Météo-France publie une typologie des climats de la France métropolitaine dans laquelle la commune est exposée à un climat océanique altéré et est dans la région climatique Lorraine, plateau de Langres, Morvan, caractérisée par un hiver rude (1,5 °C), des vents modérés et des brouillards fréquents en automne et hiver.
Pour la période 1971-2000, la température annuelle moyenne est de 10 °C, avec une amplitude thermique annuelle de 16,1 °C. Le cumul annuel moyen de précipitations est de 956 mm, avec 13,4 jours de précipitations en janvier et 8,9 jours en juillet. Pour la période 1991-2020, la température moyenne annuelle observée sur la station météorologique de Météo-France la plus proche, « Semur En Auxois_sapc », sur la commune de Semur-en-Auxois à 13 km à vol d'oiseau, est de 11,2 °C et le cumul annuel moyen de précipitations est de 778,0 mm,. Pour l'avenir, les paramètres climatiques de la commune estimés pour 2050 selon différents scénarios d'émission de gaz à effet de serre sont consultables sur un site dédié publié par Météo-France en novembre 2022.

## Urbanisme

### Typologie
Au 1er janvier 2024, Alise-Sainte-Reine est catégorisée bourg rural, selon la nouvelle grille communale de densité à 7 niveaux définie par l'Insee en 2022.
Elle appartient à l'unité urbaine de Venarey-les-Laumes, une agglomération intra-départementale dont elle est une commune de la banlieue,. Par ailleurs la commune fait partie de l'aire d'attraction de Venarey-les-Laumes, dont elle est une commune du pôle principal,. Cette aire, qui regroupe 10 communes, est catégorisée dans les aires de moins de 50 000 habitants,.

### Occupation des sols
L'occupation des sols de la commune, telle qu'elle ressort de la base de données européenne d’occupation biophysique des sols Corine Land Cover (CLC), est marquée par l'importance des territoires agricoles (82,5 % en 2018), en diminution par rapport à 1990 (83,6 %). La répartition détaillée en 2018 est la suivante : terres arables (37 %), prairies (33,4 %), zones agricoles hétérogènes (12 %), zones urbanisées (9,3 %), forêts (7,8 %), zones industrielles ou commerciales et réseaux de communication (0,5 %). L'évolution de l’occupation des sols de la commune et de ses infrastructures peut être observée sur les différentes représentations cartographiques du territoire : la carte de Cassini (XVIIIe siècle), la carte d'état-major (1820-1866) et les cartes ou photos aériennes de l'IGN pour la période actuelle (1950 à aujourd'hui).

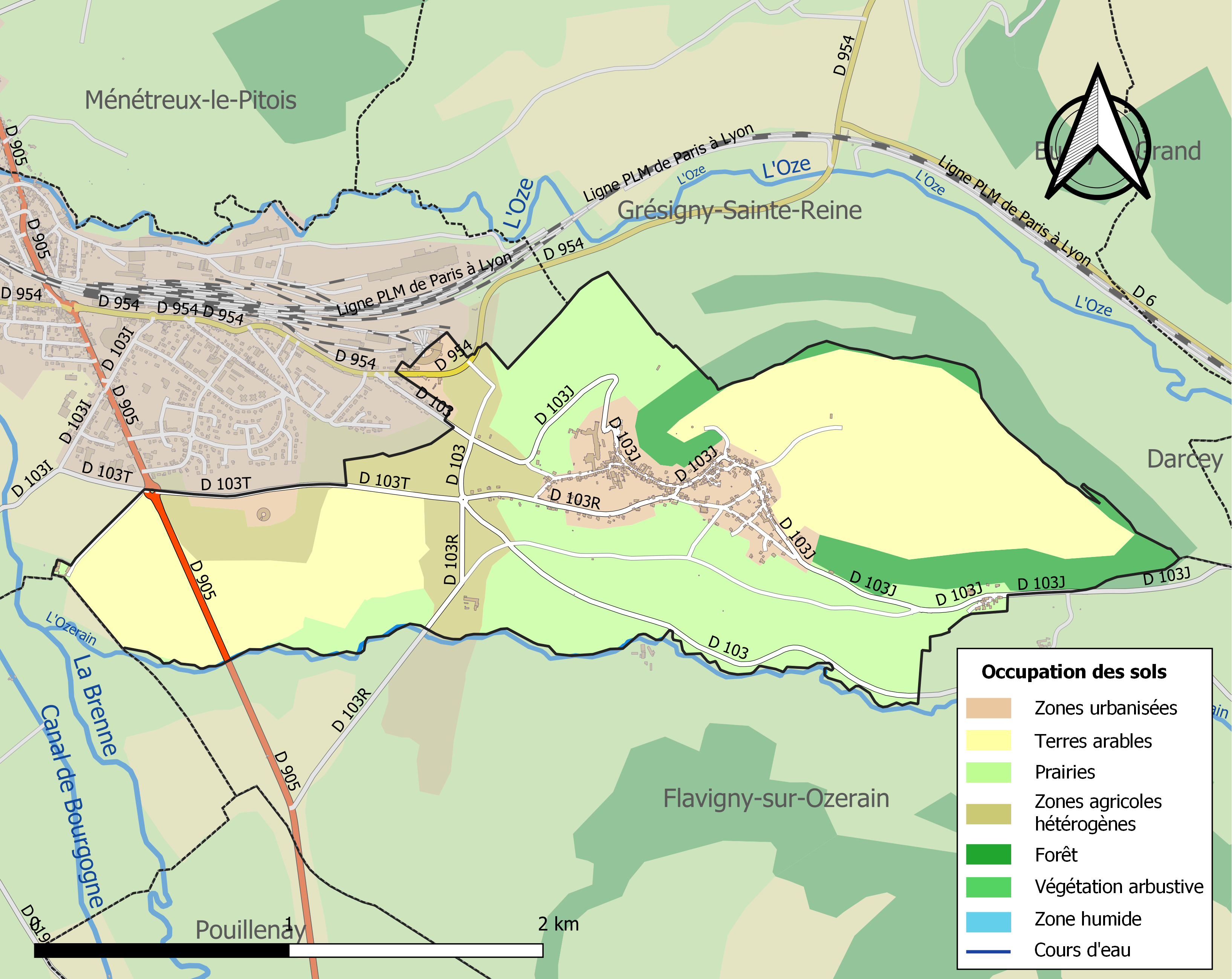
Carte des infrastructures et de l'occupation des sols de la commune en 2018 (CLC).

## Toponymie

### Attestations anciennes
Les formes présentant un vocalisme i sont : Alisiia au Ier siècle (inscription), Alisienses au Ier - IIe siècle (monnaies), Alisia au Ve siècle (saint Jérôme), Alisiensis locus (Constance), Alisiensis oppidum / Alisiense pago au VIe siècle (Fortunat), Alisiemsi oppido (vie de saint Amatre), Alisense oppidum (Étienne Afr.), Alisia (miracles de saint Loup), Alisia cas[trum] au VIIe siècle (triens méroving.), Alisiana locus (Raban Maur), loco Alisia et locum Alisiane (manuscrits Wiss. Berne), Alysia, Alisia au XIIIe siècle (Chartes), Alisia villa au XIVe siècle, Alise au XVe siècle.
Les formes présentant un vocalisme e sont : Alesia Ier siècle av. J.-C. (César), Alesia au Ier siècle (Diodore de Sicile, Strabon), Alesia au Ier siècle (Velleius Paterculus, Tite-Live, Tacite, Pline), Alesia au IIe siècle (Polyen), Alesia au IIe siècle (Plutarque), Alexia au IIe siècle (Florus), Alesia au IIIe siècle (Dion Cassius), Alesia au Ve siècle (Orose).
À cela on peut ajouter la mention tardive désignant le Mont-Auxois à Alise, sous la forme in alesiensi loco (Ve siècle, Constance, Vie de Saint-Germain), connue également par des copies postérieures : in alesensu loco au IXe, in alisiensi loco au XIe.

### Étymologie

#### Aspect phonétique
Une inscription gauloise en caractères latins,, d'époque romaine, la pierre de Martialis, nous assure du nom du lieu : « ALISIIA ».
En revanche, la forme utilisée par les auteurs classiques de l'antiquité gréco-romaine présente un vocalisme différent en e : Alesia, ce qui pousse certains à considérer qu'il s'agit d'un autre toponyme. En tout cas, il est vraisemblable qu’Alesia soit une forme conventionnellement utilisée par les auteurs gréco-romains, par tradition littéraire.
D'ailleurs, les linguistes et les toponymistes ne trouvent aucune contradiction entre une forme Alesia et une forme Alisia.
Pour les linguistes spécialistes du gaulois, l'identification de la forme gauloise du nom avec la forme latine Alesia s'explique par la tendance observée en gaulois qui veut que le [e] se ferme en [i] dans certains contextes phonétiques, notamment après /l, w/ (cf. *swesor > *swisor > suior- « sœur » ou le peuple gaulois des Lexoviens appelés également Lixoviens. Pline et César nomment ce peuple Lexovii alors que les monnaies de ce même peuple portent clairement la mention Lixovio, le contexte phonétique est tout à fait comparable, puisqu'il s'agit du groupe /li/ qui porte l'accent tonique. Inversement, l'ouverture du [i] final en [e], observée très tôt dans les préfixes ari-> are- ou uxi-> uxe-. Le grammairien Consentius atteste en outre que les Gaulois prononçaient e et i de façon analogue.
Il existe un parallèle entre la dualité Alesia / Alise et celle falesia / falise, variante ancienne de falaise que l'on trouve aussi en toponymie, par exemple la Falize, lieu-dit à Fréchencourt (Somme) ou à Rhisnes ainsi que près de Malmedy (Belgique), microtoponyme en général assez fréquent dans le Nord et l'Est de la France.
Selon les spécialistes il pourrait s'agir exactement du même mot que le gaulois Alesia / Alisia, dont le [p] indo-européen initial s'est régulièrement effacé (cf. latin pater / gaulois *ater « père », atrebo au datif cf. vieil irlandais athir), alors qu'en germanique [p] a donné [f] (anglais father « père »), d'où le latin médiéval falesia de même origine que le vieux haut allemand felisa > allemand Fels « rocher », Felsen « rochers, falaises » (cf. die Kreidefelsen « les falaises de craie »).

#### Nature de l'étymon
Du fait de son identification avec l'Alésia du siège antique, l'étymologie du nom d'Alise-Sainte-Reine a fait l'objet de nombreuses études. Plusieurs pistes de recherche ont été proposées à partir d'une racine *ales ou *alis.
Plusieurs significations possibles du toponymes Alesia ont été retenues par les linguistes ou les toponymistes :
- hauteur rocheuse, falaise ;
- source ;
- Alisier.

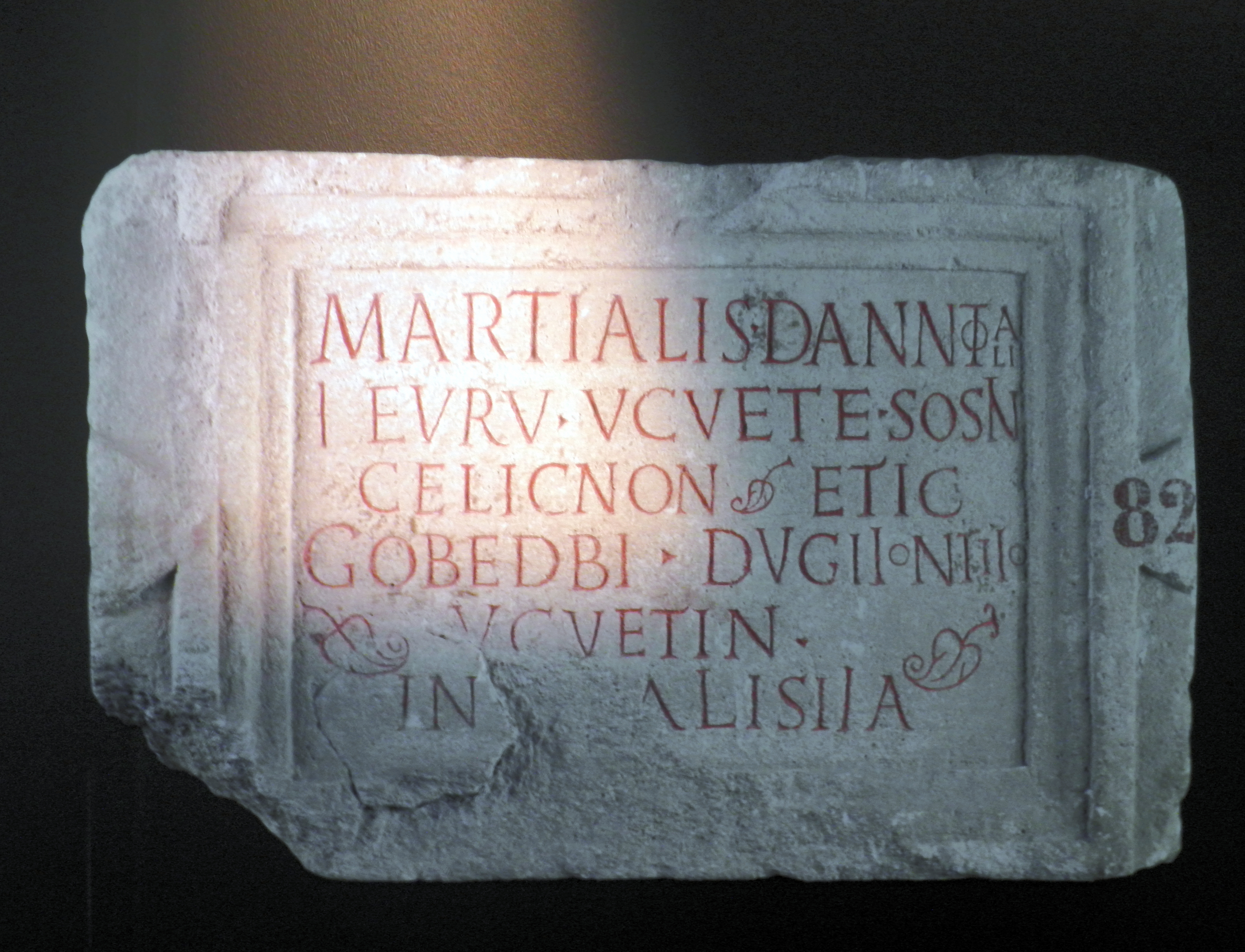
La dédicace de Martialis avec la mention « Alisiia », exposée au MuséoParc d'Alésia.

Ces points sont confirmés par Jacques Lacroix dans son étude sur le dieu d'Alise : Alisanos.
La recherche sur l'alisier reste largement inachevée malgré les nombreuses tentatives pour développer le sujet,. Le thème de l'oronyme *alis ou *ales, « hauteur rocheuse », est celui qui est actuellement le plus fréquemment mis en avant pour expliquer le nom d'Alésia. Il serait issu d'une racine indo-européenne *palis *pales, le [p] initial s'étant amuï en celtique, alors qu'au contraire, il se maintient en latin dans le toponyme Palatinus (mont Palatin) par exemple. En germanique, le [p] indo-européen mute en [f] ce qui donnera *falisa en vieux bas-francique, felisa en vieux haut allemand, d'où l'allemand Fels « rocher »,,,. Un certain nombre de chercheurs estiment par ailleurs que cette dernière signification peut convenir au site d'Alise-Sainte-Reine qui comporte en effet des falaises.
L'explication par un hydronyme a été évoquée précocement, puisque dès 1901 Camille Jullian affirmait que le nom d'Alise dérivait de la source présente au cœur même du village, et très célèbre jusqu'au début du XXe siècle. Il devait récidiver en 1908 en décomposant le radical *Alis en deux thèmes AL + IS.
En 1956, Paul Lebel ne reprendra pas cette juxtaposition de deux thèmes hydronymiques, il proposera plutôt pour certains cours d'eau un prototype *alisa qui était selon lui postérieur à la période celtique, c'est pourquoi dans le cas d'Alésia, il optera en définitive pour l'oronyme. Ces études étant relativement anciennes, il a été démontré depuis qu'il n'y avait pas de thème hydronymique IS et que les types Oise (Isara), Isère, Isar, etc. étaient issus d'un type hydronymique isara signifiant « l'impétueuse, la rapide », semblable à l'adjectif indo-européen *isərós [ish₁-rós] « impétueux, vif, vigoureux », d'une racine indo-européenne *eis(ə) impliquant une idée de mouvement.

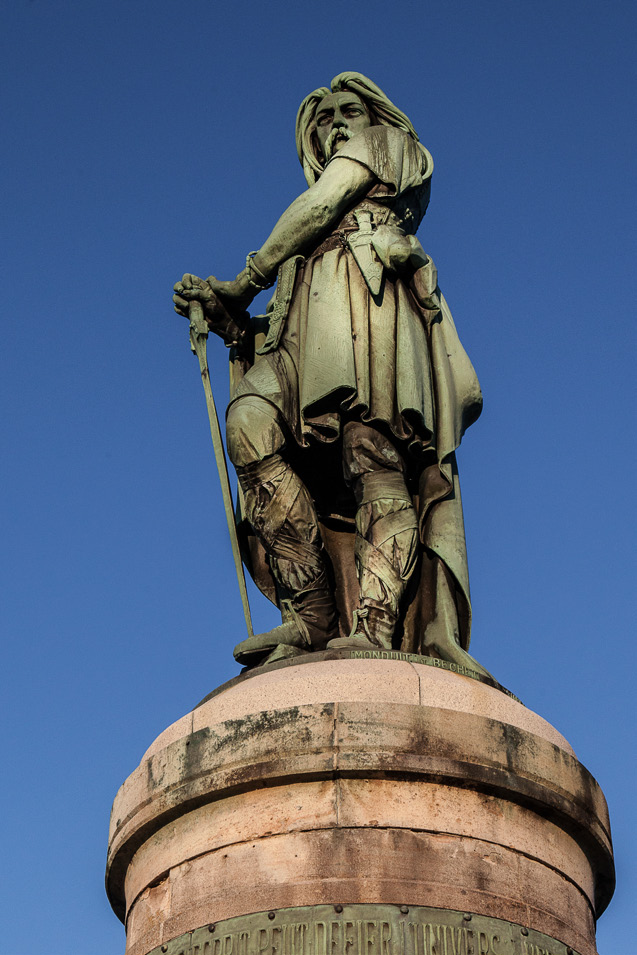
Statue de Vercingétorix par Aimé Millet.

En 1990, l'étude de l'étymologie du nom d'Alésia est reprise par Marianne Mulon, elle écrit que la piste oronymique comme la piste hydronymique sont toutes les deux des propositions « raisonnables ».
La même année Ernest Nègre dans sa toponymie générale de la France, vol, 1, explique le nom d'Alise-Sainte-Reine par un préceltique *alis + Suffixe Gaulois -ia et il indique qu'il s'agit d'un dérivé qui a dû désigner la source. En 1995, l'historien François Lassus et le linguiste Gérard Taverdet annotent l'étude d'Ernest Nègre en précisant que son explication par un hydronyme est légitime du fait de la source thermale présente à Alise. En 2007, Gérard Taverdet précise que cette source a fait l'objet de nombreux pèlerinages, tout en étant exploitée pour la thérapie.
En 2010, Stéphane Gendron, autre toponymiste, pose la question sans trancher : s'agit-il d'une racine *ales désignant la montagne, ou d'une racine *alis désignant la source ? Il rajoute toutefois que le village possède une source minérale et un sanctuaire gaulois avec établissement de bains ayant une fonction thérapeutique,.
Les eaux curatives du site étaient sans doute célèbres depuis l'époque celtique. À l'époque moderne le commerce de l'eau minérale d'Alise dépassait largement les frontières de la Bourgogne et s'étendait même à l'Europe ; il dura jusqu'au début du XXe siècle. Quant au sanctuaire, très vaste, il était dédié à Apollon Moritasgus,. Jacques Lacroix rappelle que cette divinité guérisseuse était liée à l'eau, le premier élément de son nom Mori- désignant la mer ou l'eau comme dans are-morica (Armorique) ou dans la peuplade maritime des Morins (morini).
Au cours de la période révolutionnaire de la Convention nationale (1792-1795), la commune a porté les noms d'Alise et de Petite-Alise.

## Histoire

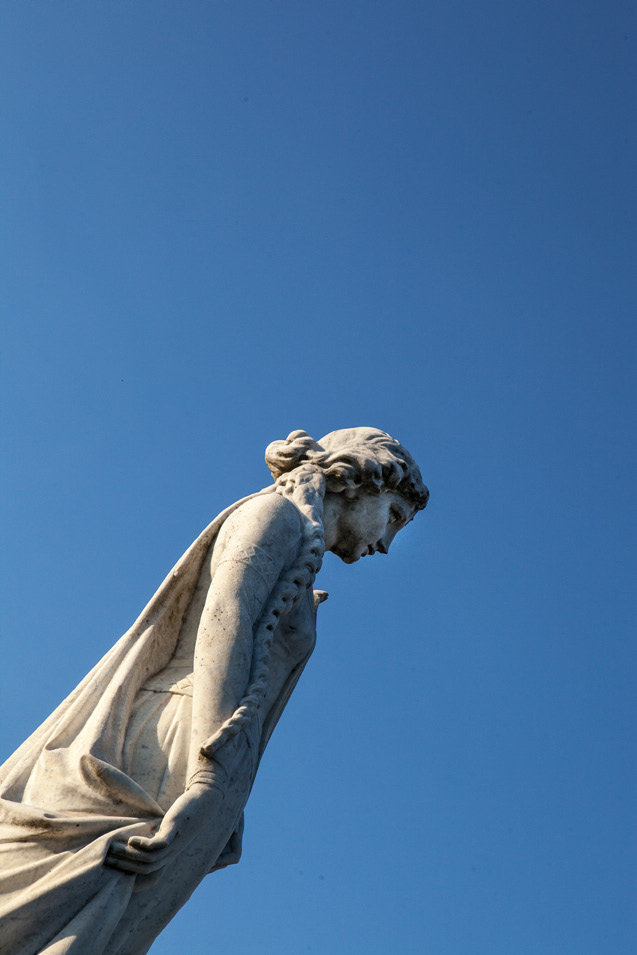
Statue de sainte Reine aux trois ormeaux.

### Antiquité
Alise s'étend au pied du mont Auxois. Des fouilles archéologiques successives ont permis d'identifier un oppidum gaulois reconnu par la communauté scientifique comme le site archéologique du siège d'Alésia.
Le village d'Alise a été construit sur le flanc sud de la colline du plateau où a été localisée l'agglomération gallo-romaine d'Alésia. D'origine tardo-antique Ve siècle, il succéda à l'agglomération antique du plateau. L'abbaye de Flavigny n'était située qu'à 5 km.

### Moyen Âge
La basilique fut construite sur le plateau et est attestée Monasterium Sancte Regine ou Monastère Sainte-Reine en 719, Basilica Domne Regine en 721.
Le nom de Sainte-Reine se réfère directement à la martyre chrétienne sainte Reine qui fut décapitée en ce lieu en 252 ap. J.-C. Reine, jeune bergère convertie vers 250, refuse de se marier avec le « gouverneur romain » Olibrius, qui l'a fait martyriser. Inhumé hors la ville, le corps saint, découvert vers le IVe siècle, a été transféré en ville où l'on bâtit un mausolée qui deviendra la basilique du haut Moyen Âge, le long de la voie publique. La commune en a fait sa sainte patronne.

## Politique et administration

### Liste des maires
| Période   | Période   | Identité         | Étiquette | Qualité |
| --------- | --------- | ---------------- | --------- | ------- |
|           |           |                  |           |         |
|           | mars 1989 | Jacques Beauger  |           |         |
| mars 1989 | mars 2008 | Jacques Barozet  | DVG       |         |
| mars 2008 | 2017      | Laurent Maillard |           |         |
| 2017      | En cours  | Amandine Monard  |           |         |

## Démographie
En 2022 , la commune d'Alise-Sainte-Reine comptait 568 habitants. À partir du XXIe siècle, les recensements réels des communes de moins de 10 000 habitants ont lieu tous les cinq ans. Les autres chiffres sont des estimations.
| 1793 | 1800 | 1806 | 1821 | 1831 | 1836 | 1841 | 1846 | 1851 |
| ---- | ---- | ---- | ---- | ---- | ---- | ---- | ---- | ---- |
| 701  | 395  | 656  | 677  | 677  | 681  | 776  | 758  | 798  |

| 1856 | 1861 | 1866 | 1872 | 1876 | 1881 | 1886 | 1891 | 1896 |
| ---- | ---- | ---- | ---- | ---- | ---- | ---- | ---- | ---- |
| 741  | 734  | 735  | 707  | 757  | 734  | 703  | 698  | 642  |

| 1901 | 1906 | 1911 | 1921 | 1926 | 1931 | 1936 | 1946 | 1954 |
| ---- | ---- | ---- | ---- | ---- | ---- | ---- | ---- | ---- |
| 603  | 563  | 528  | 584  | 571  | 582  | 619  | 654  | 691  |

| 1962 | 1968 | 1975 | 1982 | 1990 | 1999 | 2006 | 2008 | 2013 |
| ---- | ---- | ---- | ---- | ---- | ---- | ---- | ---- | ---- |
| 699  | 755  | 707  | 717  | 667  | 674  | 695  | 624  | 600  |

| 2018 | 2022 | - | - | - | - | - | - | - |
| ---- | ---- | - | - | - | - | - | - | - |
| 571  | 568  | - | - | - | - | - | - | - |

## Culture locale et patrimoine

### Lieux et monuments

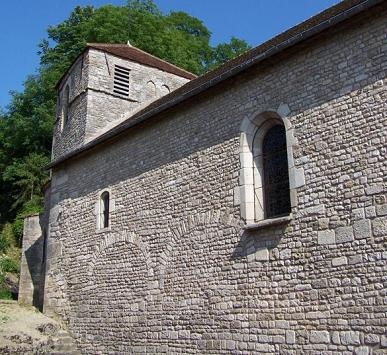
Église Saint-Léger.

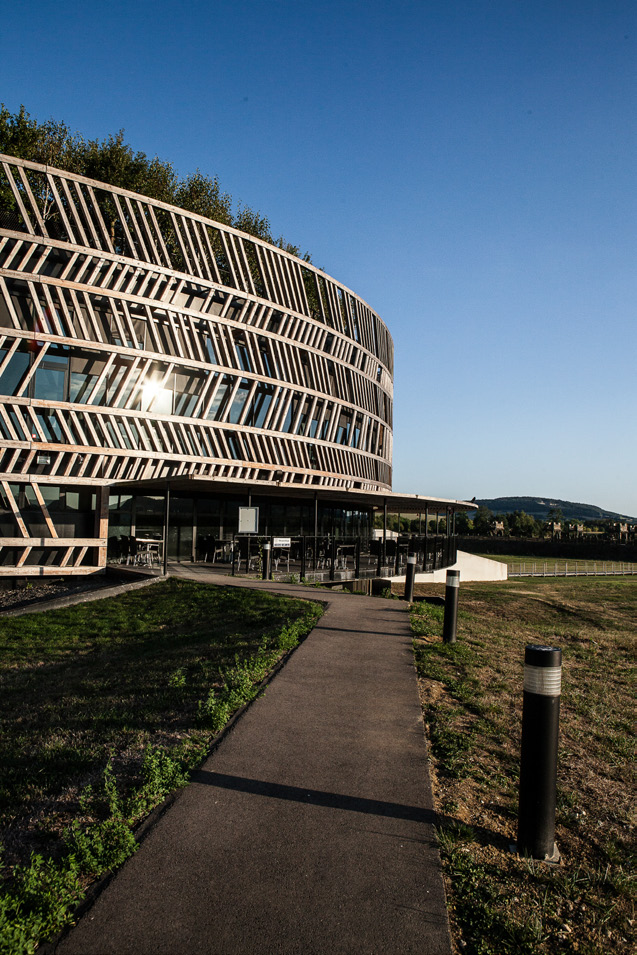
Centre d'interprétation du MuséoParc d'Alésia.

- Église Saint-Léger, parties du XIIIe siècle.
- MuséoParc d'Alésia (sur le site du siège d'Alésia), oppidum, vestiges d'une ville gallo-romaine[51]. Le 26 mars 2012, ouverture au public du « centre d'interprétation » qui a pour objectif d'attirer 150 000 visiteurs par an[52].
- Statue monumentale de Vercingétorix, commande de l'empereur Napoléon III au sculpteur Aimé Millet et installée en 1865 sur le Mont-Auxois.
- Temple, au lieu-dit la Croix-Saint-Charles, restes de colonnes, le sanctuaire de forme octogonale avec ses annexes et une enceinte fossoyée, et des bâtiments quadrangulaires non identifiés[53].

### Le site gallo-romain
- Site archéologique d'Alésia : après le siège d'Alésia, le lieu n'est pas abandonné ; les fouilles récentes ont mis au jour les ruines de bâtiments qui témoignent de la romanisation du site. Au nord-ouest se trouvait tout d'abord un théâtre caractéristique de la Gaule romaine : doté d'une cavea en forme de demi-cercle ; le public s'asseyait sur des gradins en bois, qui ont disparu avec le temps. Les acteurs se produisaient sur l'orchestra. La capacité d'accueil du théâtre est estimée à 5 000 places, ce qui est peu par rapport au théâtre d'Autun (20 000 places). Le mur circulaire de la cavea devait mesurer 81 mètres. À l'est du théâtre se tenait un temple, une association courante dans les villes gallo-romaines, dans un complexe à vocation religieuse et cultuelle. Composé d'une cella, ce temple s'élevait sur un podium, comme la Maison Carrée à Nîmes. De dimensions modestes, il s'ouvrait à l'est conformément aux exigences du culte. Sa façade devait comporter quatre colonnes, dont il ne reste rien aujourd'hui. Les archéologues pensent que ce temple était dédié à Taranis ou à Jupiter. Il était entouré d'une enceinte, construite au IIe siècle de notre ère. Les objets retrouvés sur le site et conservés au musée d'Alésia témoignent de l'apparition d'un culte à Cybèle aux IIIe et IVe siècles.

À côté du temple, une basilique concentrait les fonctions politiques et judiciaires de la cité. C'est dans ce type de bâtiment que se tenaient les séances de la curie et des tribunaux. Les affaires de la cité étaient aussi discutées sur la place publique, le forum. Ce dernier était bordé de boutiques et servait de lieu de rencontres, de réunion pour la ville. Au nord du forum a été retrouvé le monument dit d'Ucuetis, siège de la corporation des bronziers. Il servait aussi de sanctuaire pour honorer les divinités Bergusia et Ucuetis.

### Alise-Sainte-Reine dans les arts
Alise-Sainte-Reine est citée dans le poème d’Aragon, Le Conscrit des cent villages.

### Manifestations culturelles
- Chaque dernier samedi et dimanche d'août, représentation du mystère de sainte Reine, tradition qui remonterait à 866.

### Personnalités liées à la commune
- Vercingétorix, roi des Arvernes.
- Sainte Reine, martyre chrétienne.
- Le chanoine Félix Kir est né à Alise-Sainte-Reine le 22 janvier 1876.